# Kousra
Kousra (auch: Koussoura) ist ein 1360 m hoher Berg in Dschibuti. Er liegt in der Region Tadjoura im Zentrum von Dschibuti.

## Geographie
Der Berg erhebt sich nördlich des Ortes Tadjoura und südwestlich von Adailou im zentralen Teil von Dschibouti. Er erreicht eine Höhe von 1360 m. Weiter östlich erhebt sich der Gipfel des Agôgittou.

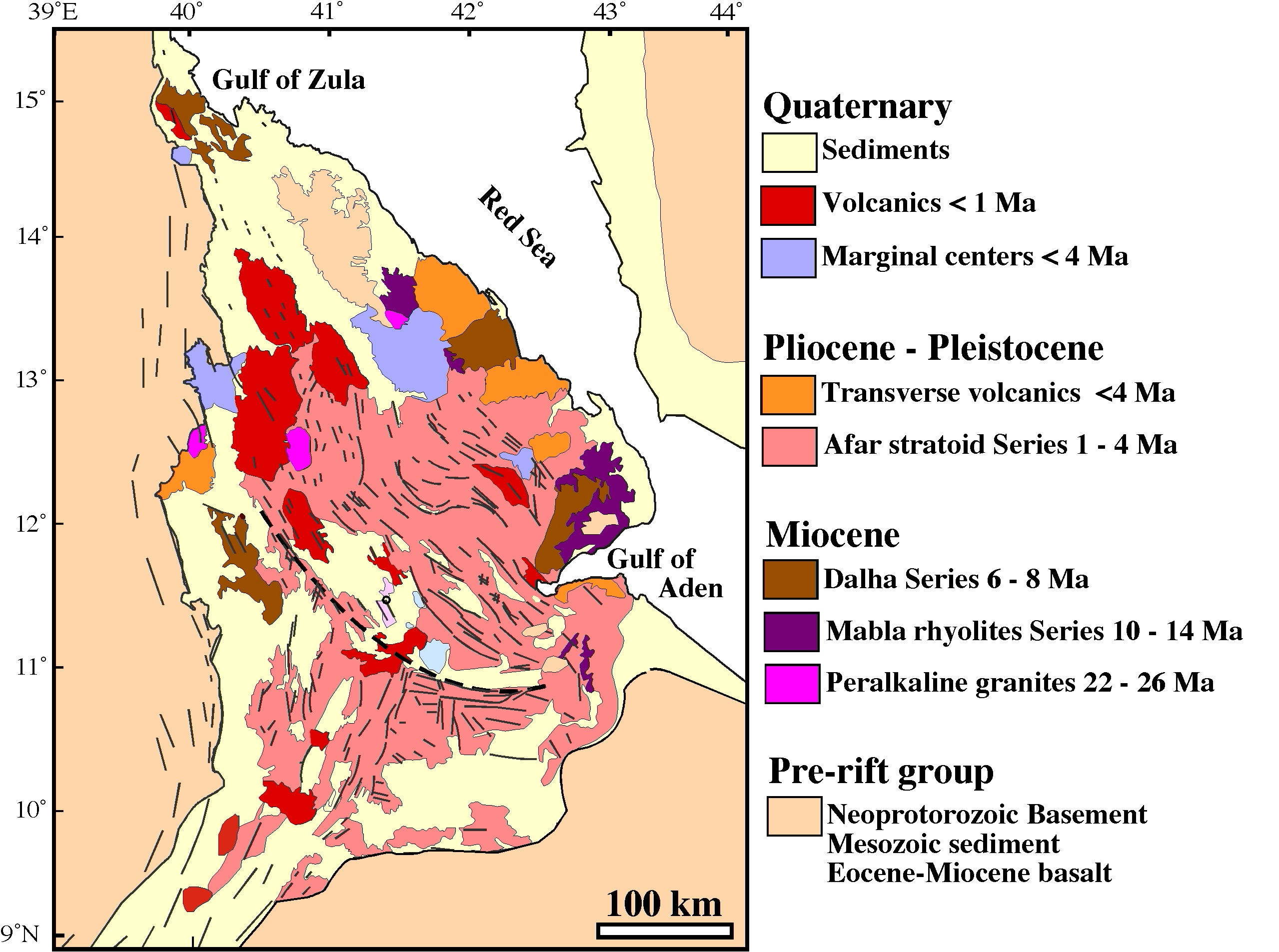
Geologie des Afar-Dreiecks.